# موسسه جهانی رشد سبز
مؤسسه جهانی رشد سبز (GGGI)، یک سازمان بین‌المللی بین‌دولتی مبتنی بر معاهده است که مقر آن در سئول، کره جنوبی است. این سازمان رشد سبز را ترویج می‌کند، یک الگوی رشد که با توازن رشد اقتصادی و پایداری محیطی مشخص می‌شود. مؤسسه جهانی رشد سبز پشتیبانی‌های فنی، فرصت‌های تحقیقاتی و مشارکت سهامداران را برای برنامه‌های رشد سبز، به ویژه در کشورهای در حال توسعه، فراهم می‌کند.
مؤسسه جهانی رشد سبز در چهار حوزه اولویت‌دار از جمله انرژی، آب، برنامه‌ریزی کاربری زمین و شهرهای سبز فعالیت می‌کند.

## تاریخچه
مؤسسه جهانی رشد سبز نخستین بار به عنوان یک اندشکده در سال ۲۰۱۰ توسط رئیس‌جمهور کره، لی میونگ باک راه‌اندازی شد، و پس از آن در سال ۲۰۱۲ در اجلاس ریو+۲۰ در برزیل به یک سازمان مبتنی بر معاهده بین‌المللی تبدیل شد.

کشورهای عضو کشورهای همکار سازمان‌های همکار

### کشورهای عضو
کشورهای عضو این مؤسسه عبارتند از:
<div style="column-count:
- استرالیا
- کامبوج
- کاستاریکا
- دانمارک
- اتیوپی
- فیجی
- گویان
- مجارستان
- اندونزی
- اردن
- کیریباتی
- مکزیک
- مغولستان
- نپال[۴]
- نروژ
- پاپوآ گینهٔ نو
- پاراگوئه
- پرو
- فیلیپین
- قطر
- رواندا
- سنگال
- سری‌لانکا
- تایلند
- تونگا
- امارات متحدهٔ عربی
- ترکمنستان[۵]
- بریتانیا
- وانواتو
- ویتنام;">*  استرالیا
- کامبوج
- کاستاریکا
- دانمارک
- اتیوپی
- فیجی
- گویان
- مجارستان
- اندونزی
- اردن
- کیریباتی
- مکزیک
- مغولستان
- نپال[۶]
- نروژ
- پاپوآ گینهٔ نو
- پاراگوئه
- پرو
- فیلیپین
- قطر
- رواندا
- سنگال
- سری‌لانکا
- تایلند
- تونگا
- امارات متحدهٔ عربی
- ترکمنستان[۷]
- بریتانیا
- وانواتو
- ویتنام

### کشورهای همکار
کشورهای همکار مؤسسه به شرح زیر است:
<div style="column-count:
- بورکینافاسو
- شیلی
- چین
- کلمبیا
- کومور
- Côte d’Ivoire
- اکوادور
- هند
- مراکش
- موزامبیک
- میانمار
- نپال
- پاکستان
- سودان
- تونس
- اوگاندا
- زامبیا;">*  بورکینافاسو
- شیلی
- چین
- کلمبیا
- کومور
- Côte d’Ivoire
- اکوادور
- هند
- مراکش
- موزامبیک
- میانمار
- نپال
- پاکستان
- سودان
- تونس
- اوگاندا
- زامبیا

### سازمان‌های همکار
سازمان‌های همکار این مؤسسه به شرح زیر است:
- اتحادیه اروپا
- سازمان کشورهای حوزه شرق کارائیب

#### اعضای کنونی شورا
- اعضای مشارکت کننده[۸][۹]
  - </img> استرالیا
  - </img> اندونزی
  - </img> نروژ
  - </img> قطر
  - </img> انگلستان
- اعضای شرکت کننده[۹]
  - </img> فیجی
  - </img> اردن
  - </img> پاراگوئه
  - </img> رواندا
  - </img> سنگال
- بازیگران متخصص و غیردولتی[۱۰]
  - آقای بان کی مون
- جمهوری کره
- مدیر کل
  - دکتر فرانک رایسبرمن